# Paweł Orzechowski (piłkarz)
Paweł (Werner) Orzechowski (ur. 15 grudnia 1941, zm. 14 listopada 2016) – polski piłkarz, obrońca. Długoletni piłkarz Polonii Bytom.
W pierwszym zespole Polonii grał w latach 1961–1975. W tym czasie w I lidze rozegrał 328 spotkań, co jest klubowym rekordem. W 1962 po skróconym - wiosennym - sezonie został mistrzem Polski. W reprezentacji Polski debiutował 7 października 1964 w meczu ze Szwecją, ostatni raz zagrał w 1966. Łącznie w biało-czerwonych barwach rozegrał 4 oficjalne spotkania.